# The Good Man (Fear the Walking Dead)
"Cobalt" é o sexto e último episódio da primeira temporada da série de televisão de terror pós-apocalíptico Fear the Walking Dead. Foi originalmente exibido pelo canal de televisão AMC nos Estados Unidos em 4 de outubro de 2015.

## Sinopse
Com o cobalto prestes a ser iniciado, o grupo se prepara para evacuar o bairro, bem como resgatar Liza, Griselda e Nick, com Adams concordando em ser seu guia. Adams adverte Travis que Daniel vai matá-lo quando sua utilidade terminar, e Travis decide libertá-lo. Madison se entristece em deixar seus vizinhos inocentes para trás. O grupo chega na base da Guarda Nacional e Daniel distrai os guardas dos portões levando uma horda de infectados da arena para o perímetro. Travis, Madison, Daniel e Ofelia se infiltram na base, enquanto Alicia e Chris aguardam nos veículos. Dentro da base, Strand e Nick iniciam seu plano de fuga, com Strand insensivelmente deixando os outros presos para trás. Enquanto isso, os infectados conseguem romper as defesas de perímetro e começam a invadir na base. O grupo de Travis liberta todos os presos antes de se reunirem com Nick, Liza e Strand. Eles tentam escapar através da enfermaria, onde descobrem que a Dra. Exner sacrificou todos os pacientes. Antes de cometer suicídio, ela diz ao grupo um rota de fuga. Daniel pergunta para Liza onde está Griselda, e ela revela estar morta. Antes que eles possam escapar, o grupo encontra o soldado Adams, que atira no braço de Ofelia. Enfurecido, Travis brutalmente o agride e o deixa como morto. Strand leva o grupo para sua mansão à beira-mar, onde revela ser dono de um iate que chama de Abigail, e planeja usá-lo como fuga. Na praia, Liza revela a Travis e Madison que foi mordida durante a fuga. Liza pede para Travis atirar contra ela antes de morrer e voltar como uma infectada. Travis promete proteger Chris e dispara contra Liza. 

## Recepção
"The Good Man" recebeu críticas positivas dos críticos. No Rotten Tomatoes, obteve uma classificação de 75% com uma pontuação média de 7.33/10 com base em 24 avaliações. O consenso do site diz: "Depois de cinco episódios de configuração lenta, Fear the Walking Dead conclui sua curta primeira temporada com 'The Good Man', um final cheio de ação e emocionalmente intenso."
Matt Fowler da IGN deu ao final uma classificação de 7.7/10 afirmando: "'The Good Man' finalmente levou Travis a alguns lugares sombrios de ação e consequências, embora possa ter sido 'muito pouco, muito tarde', considerando como alguns fãs já querem desesperadamente que ele vá depois de um número tão pequeno de episódios. E embora a série tenha perdido um dos 'bons' em Liza, estou surpreso com a pouca tragédia, no geral, este grupo sofreu durante o colapso de LA. O enredo do exército os protegeu tanto que meio que acabou com o drama. Ainda assim, este teve muitos zumbis e muitas mortes e às vezes isso funciona para levar o pulso de volta a uma série agitada."

### Audiência
"The Good Man" foi visto por 6.86 milhões de telespectadores nos Estados Unidos em sua data de exibição original, acima da classificação de episódios anteriores de 6.66 por uma margem de 0.20. "The Good Man" foi o segundo episódio consecutivo de Fear the Walking Dead a ter uma audiência maior do que o episódio anterior.